# 沈平
沈平（1919年9月—1988年3月20日），原名葛文祥、葛一蕉，浙江省台州市天台县欢岙大余村人，中华人民共和国政治人物、外交官。
在担任驻英国代办期间发生火烧英国驻北京代办事件。
1970年11月中华人民共和国与意大利共和国建交，中国于1971年起开始派遣驻意大利特命全权大使。沈平担任首位大使。1981年，接替张伟烈，担任中华人民共和国驻泰国大使。1985年，由张德维接任。